# Tulum Pueblo
Tulum Pueblo (Yucateeks Maya: Tuluum) is een badplaats in de Mexicaanse staat Quintana Roo aan de Riviera Maya. De plaats heeft 14.790 inwoners (census 2005) en is vooral bekend wegens de nabijgelegen archeologische vindplaats Tulum. Tulum Pueblo is sinds 2008 de hoofdplaats van de gemeente Tulum.